# Peter Campbell (Fußballspieler, 1857)
Peter McGregor Campbell (* 6. März 1857 in Garelochhead; † Februar 1883 im Golf von Biskaya) war ein schottischer Fußballspieler und einer der Gründerväter der Glasgow Rangers. Der zweifache schottische Nationalspieler erreichte in seiner Vereinskarriere mit den Rangers in den 1870er Jahren zweimal das schottische Pokalfinale.

## Karriere
Peter Campbell wurde im Jahr 1857 als Sohn eines Hafenmeisters geboren. Er zog später nach Glasgow und arbeitete zunächst als Lehrling für die Schiffswerft Barclay, Curle and Company.
Campbell war zusammen mit Tom Vallance, den Brüdern Peter McNeil und Moses McNeil sowie William McBeath einer der Gründungsväter der Glasgow Rangers. Im März 1872 sahen sich die jungen protestantischen Studenten eine Gruppe junger Männer beim Fußballspielen zu, woraufhin sie sich dazu entschieden eine eigene Mannschaft zu gründen. Campbell war dabei erst 15 Jahre alt. Die erste Partie dieses Teams fand unter dem Namen „Argyle“ im Mai 1872 in Flesher’s Haugh gegen den FC Callander statt und endete mit einem torlosen 0:0. Die offizielle Gründung fand am 15. Juli 1873 unter dem Namen Glasgow Rangers statt.
Als Spieler verhalf er dem jungen Verein zum Erreichen der schottischen Pokalfinals von 1877 und 1879. Dabei unterlag er mit seinem Verein jeweils gegen den FC Vale of Leven. Er absolvierte eine fünfjährige Ausbildung bei Barclay Curle und weitere zwei Jahre als Geselle bis 1879, während er für die Rangers spielte. Von 1879 bis 1880 spielte er in England für die Blackburn Rovers.
Am 23. März 1878 debütierte Campbell in der schottischen Nationalmannschaft gegen Wales. Im Hampden Park von Glasgow schlug Schottland die Waliser mit 9:0; dabei gelangen Campbell zwei Tore. In seinem zweiten und letzten Länderspiel im April 1879, ebenfalls gegen Wales, erzielte er beim 3:0-Auswärtserfolg im Acton Park von Wrexham sein drittes Länderspieltor.
Campbell arbeite als Seemann an Bord des Dampfers Saint Columba, der am 28. Januar 1883 in See stach um Güter ins indische Bombay zu befördern. Das Schiff galt ab Ende Februar als vermisst, nachdem es weder in Gibraltar, noch Malta noch am Suezkanal erschien. Das Schiff wurde Anfang März 1883 nahe Marennes angespült, keines der 33 Crewmitglieder überlebte den Untergang. Es wird davon ausgegangen, dass es am 1. oder 2. Februar während eines Sturms im Golf von Biskaya sank.